# Ікаї Тане
Тане Ікаї (яп. 猪飼 たね; 18 січня 1879 року, Кенсей, Префектура Айті, Японська Імперія — 12 липня 1995 року, Наґоя, Префектура Айті, Японія) — японська довгожителька. 28 серпня 2014 року вона стала третьою людиною, яка коли-небудь жила в країнах Азії, що досягла 116-річного віку. Першою, другою і четвертою є її співвітчизниці Місао Окава, Набі Тадзіма і Тійо Міяко. Також, на сьогоднішній день[уточнити], вона займає 13-те місце в списку найстаріших верифікованих людей за всю історію.

## Життєпис
Тане Ікаї народилась 18 січня 1879 року в родині селян. Була третьою з шести дитиною в сім'ї. Вона вийшла заміж в 20 років, народила трьох синів і доньку, і розлучилась в 1917 році у віці 38 років. В 1968 році, у віці 89 років вона переїхала в будинок для людей похилого віку. У віці 109 років (в 1988 році) жінка перенесла інсульт і була переведена в лікарню, де вона лишалась прикутою до ліжка до самої смерті.
Тане Ікаї стала найстарішою людиною в Японії у віці 113 років в 1992 році, після смерті 114-річної Ваки Шірахами. Вона пережила всіх своїх дітей, і померла 12 липня 1995 року, у віці 116 років і 175 днів. Розтин показав, що вона померла від ниркової недостатності. Незважаючи на поважний вік, Тане Ікаї ніколи не була найстарішою людиною в світі, оскільки на момент її смерті була жива Жанна Кальман, яка згодом стала найстарішою верифікованою людиною, що будь-коли жила на Землі.